# Last of the Independents
Last of the Independents är det sjätte studioalbumet av den engelska rockgruppen The Pretenders, utgivet den 10 maj 1994 på Sire Records. Albumet producerades av Stephen Street, Ian Stanley och Chris Thomas. Det innehåller singlarna "I'll Stand by You", "Night in My Veins", "977" och "Money Talk".

## Låtlista
1. "Hollywood Perfume" (Chrissie Hynde, Billy Steinberg, Tom Kelly) – 3:55
2. "Night in My Veins" (Hynde, Steinberg, Kelly) – 3:15
3. "Money Talk" (Hynde) – 3:38
4. "977" (Hynde, Steinberg, Kelly) – 3:54
5. "Revolution" (Hynde) – 4:32
6. "All My Dreams" (Hynde) – 3:12
7. "I'll Stand by You" (Hynde, Steinberg, Kelly) – 3:59
8. "I'm a Mother" (Hynde, J.F.T. Hood) – 5:18
9. "Tequila" (Hynde) – 1:13
10. "Every Mother's Son" (Hynde) – 3:41
11. "Rebel Rock Me" (Hynde) – 3:08
12. "Love Colours" (Hynde, Steinberg, Kelly) – 4:32
13. "Forever Young" (Bob Dylan) – 5:04

## Medverkande
- Chrissie Hynde – sång, gitarr
- Adam Seymour – gitarr
- Andy Hobson – elbas
- Martin Chambers – trummor